# Typhlosaurus lomiae
Espèce
Synonymes
- Typhlosaurus lomii Haacke, 1986

Statut de conservation UICN

 LC  : Préoccupation mineure
Typhlosaurus lomiae est une espèce de sauriens de la famille des Scincidae.

## Répartition
Cette espèce est endémique du Little Namaqualand en Afrique du Sud.

## Description
C'est un saurien vivipare.

## Étymologie
Cette espèce est nommée en l'honneur de Lomi Wessels.

## Publication originale
- Haacke, 1986 : Description of a new species of Typhlosaurus Wiegmann, 1834 (Reptilia: Scincidae) from the west coast of southern Africa, with new records of related species. Annals of the Transvaal Museum, vol. 34, no 9, p. 227-235 (texte intégral).